# Imagen latente
Imagen latente es una película chilena de 1987 escrita y dirigida por el cineasta Pablo Perelman, con las actuaciones de Bastián Bodenhöfer, Gloria Münchmeyer y María Izquierdo.
Está inspirada en el caso real del hermano del propio director, Juan Carlos Perelman, quien fue secuestrado, torturado, asesinado y posteriormente "desaparecido" por agentes de la dictadura militar de Pinochet en 1975. Su estreno estaba previsto para 1988, pero la dictadura la prohibió, pudiendo solo llegar a las salas una vez recuperada la democracia, en 1990.

## Argumento
Chile, 1983. Pedro (Bastián Bodenhöfer) es un fotógrafo de publicidad, cuyo hermano es uno de los 1.210 detenidos desaparecidos de la dictadura pinochetista. A partir de los testimonios de sobrevivientes entrevistados por Pedro, se recrea el funcionamiento del centro clandestino de detención y torura de Villa Grimaldi, mientras busca develar la verdad sobre la muerte de su hermano.